# Slănină
Slănina este unul dintre preparatele culinare tradiționale obținute în bucătăria românească prin prepararea grăsimii de porc provenită de pe burta și spatele acestui animal.

## Mod de preparare
Bucățile de grăsime sunt tăiate fâșii, așezate în saramură (saramura rezultă prin frecarea și îngroparea grăsimii cu sare din belșug iar în unele zone se adaugă bucăți de usturoi, piper măcinat) și lăsate la macerat 2-3 săptămâni. După aceea se scoate slănina și se rade sarea excesivă și după preferință se poate freca cu boia de ardei dulce sau iute sau se pune în afumători special construite pentru 2-3 zile. Să nu fie grasă se lasă cel puțin o lună. După aceea, slănina este așezată în cămări special aerisite prin curenți de aer și folosită fie ca atare, fie ca adaos la preparate culinare.

## Specialitate culinară est-europeană
Slănina este un preparat culinar tradițional în toată Europa de Est, în bună parte din Europa Centrală și în nordul Balcanilor. În mod tradițional, în Rusia, în Ucraina și în Polonia, slănina constă în special din grăsime de pe spatele porcului (grăsimea de pe burta porcului fiind rar utilizată pentru producerea slăninii), cu sau fără șoric. În toată regiunea în care este produsă, slănina este sărată (acest procedeu de conservare dându-i și numele în limbile din această parte a Europei slănină / slonina / slana / szalonna provin din limbile slave, solonýna în ucraineană și solonina în rusă fiind termeni generici pentru conservarea cărnurilor prin sărare). În unele zone, slănina este aromatizată în diverse feluri (usturoiată, papricată, piperată etc.), dar procedeul de aromatizare cel mai des folosit este afumarea. 

## Slănina în diverse limbi
În limbile est-europene vorbite în zonele în care slănina este tradițională, denumirea produsului derivă din slava veche: ucraineană са́ло (salo), rusă са́ло (salo), belarusă са́ла (sala), maghiară szalonna, poloneză słonina, bulgară сланина (slanina) sau, mai rar, (salo), macedoneană сланина (slanina), română slănină, slană sau clisă (în Ardeal) , slovenă, sârbocroată, cehă și slovacă: slanina, lituaniană: lašiniai. Slănina este numită soolapekk în estonă, ceea ce înseamnă „grăsime sărată”.

## Efecte asupra sănătății
Conform recomandărilor Organizației Mondiale a Sănătății, grăsimea de origine animală nu este recomandată pentru utilizare curentă, deoarece acizii grași din compoziția sa stimulează generarea excesivă de colesterol în organismul uman, ceea ce poate duce la boli cardiovasculare și moarte prematură.

## Galerie de imagini

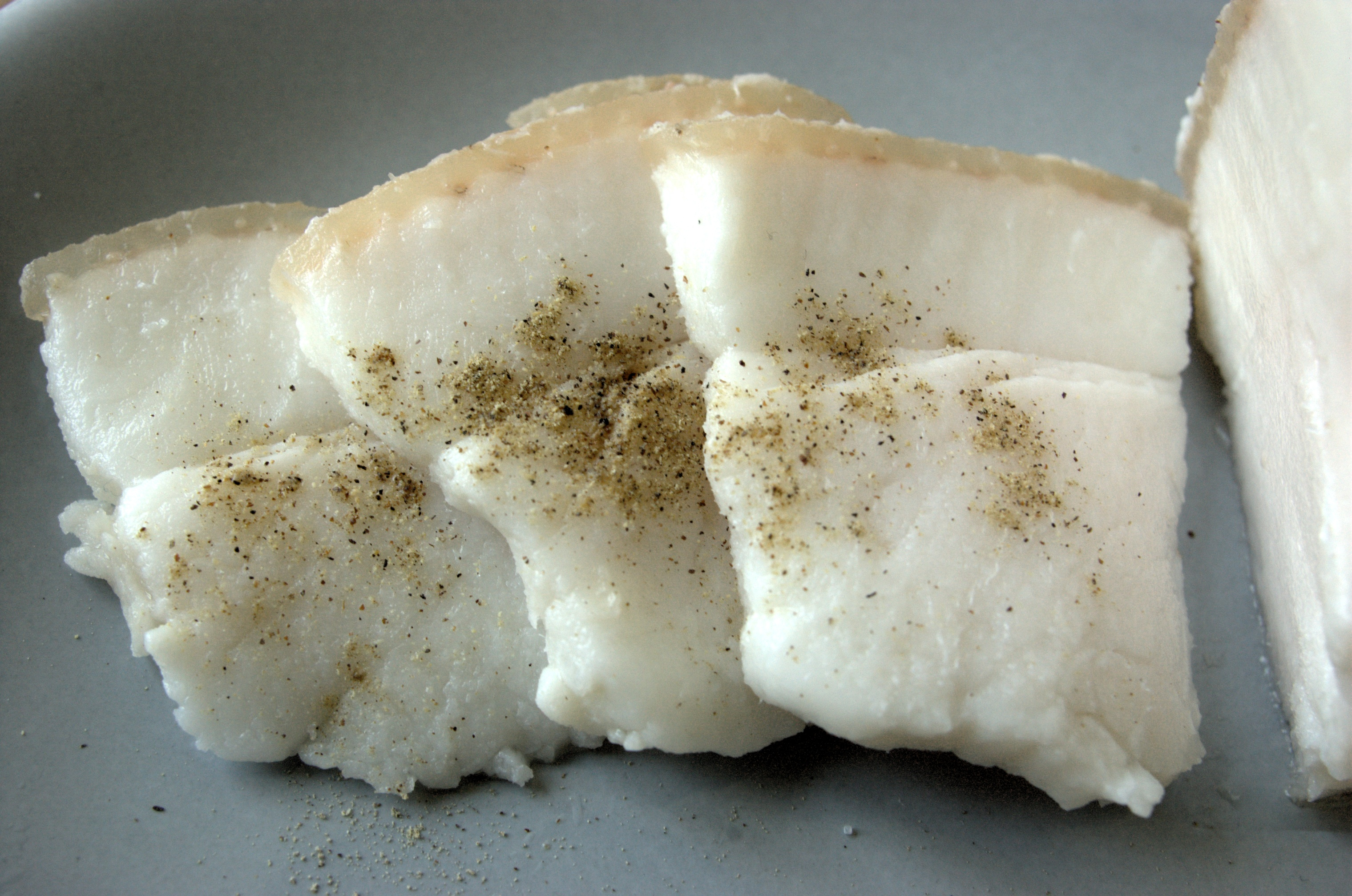
Slănină cu piper negru
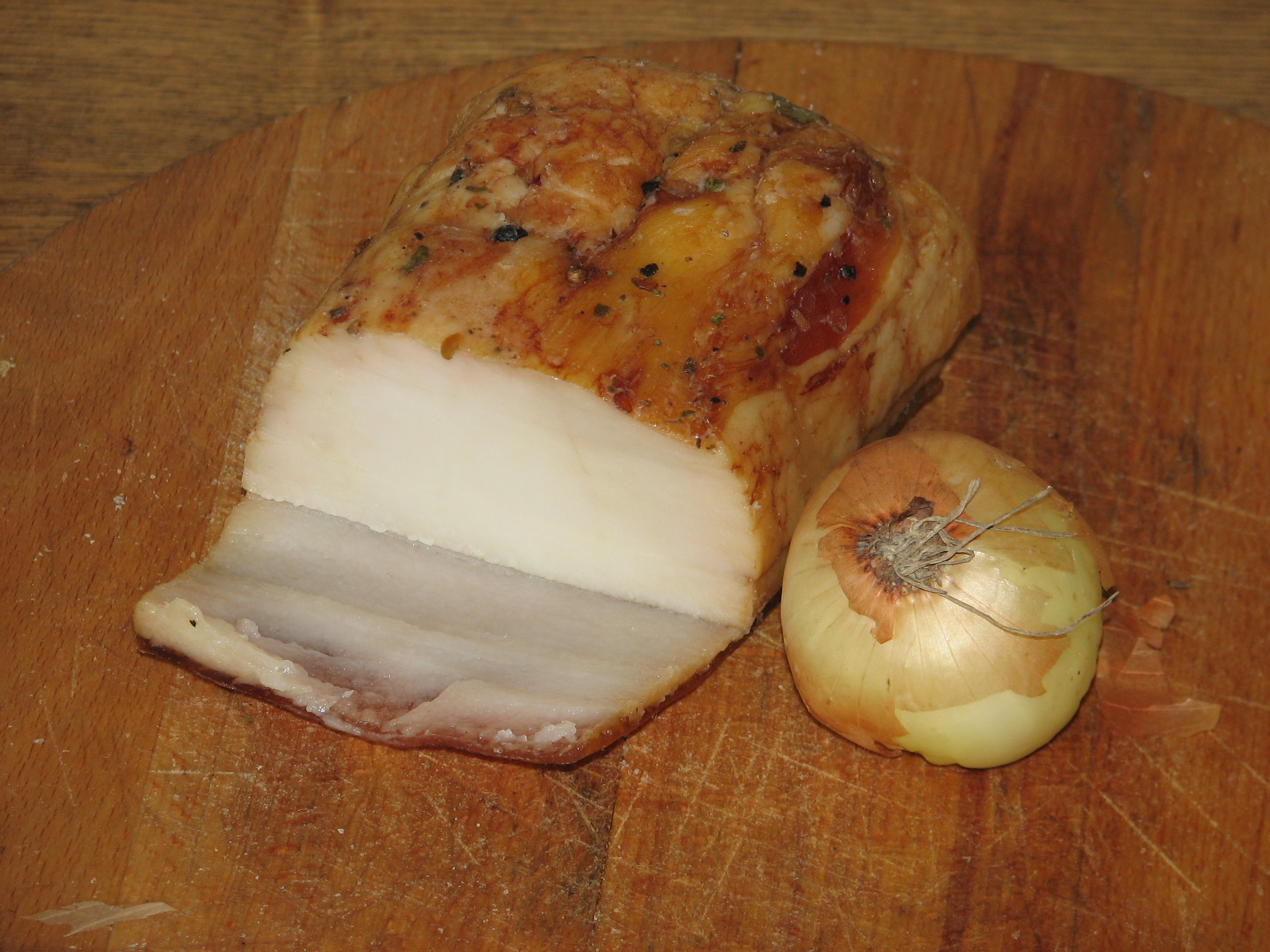
Slănină lituaniană
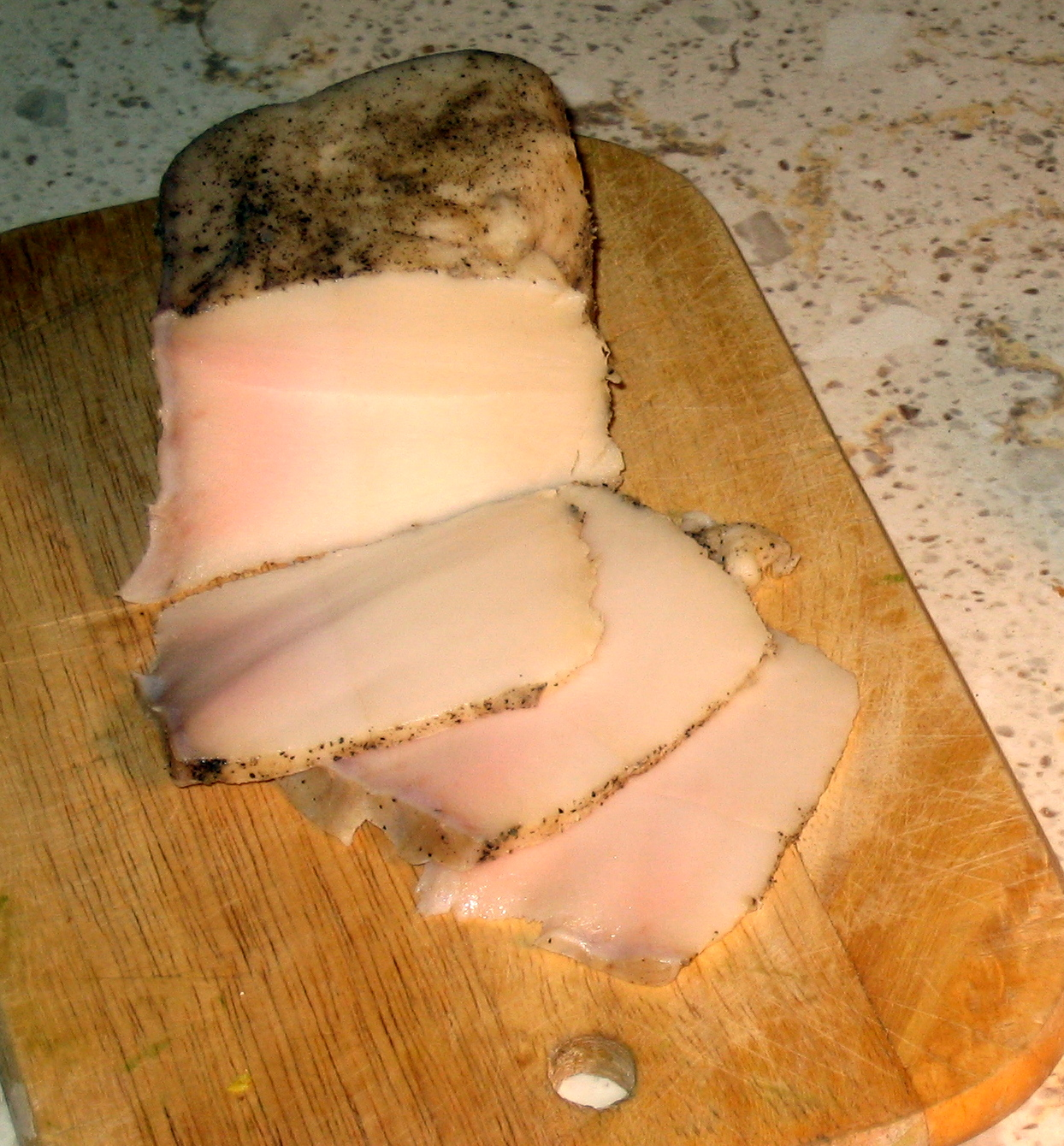
Slănină usturoiată și piperată
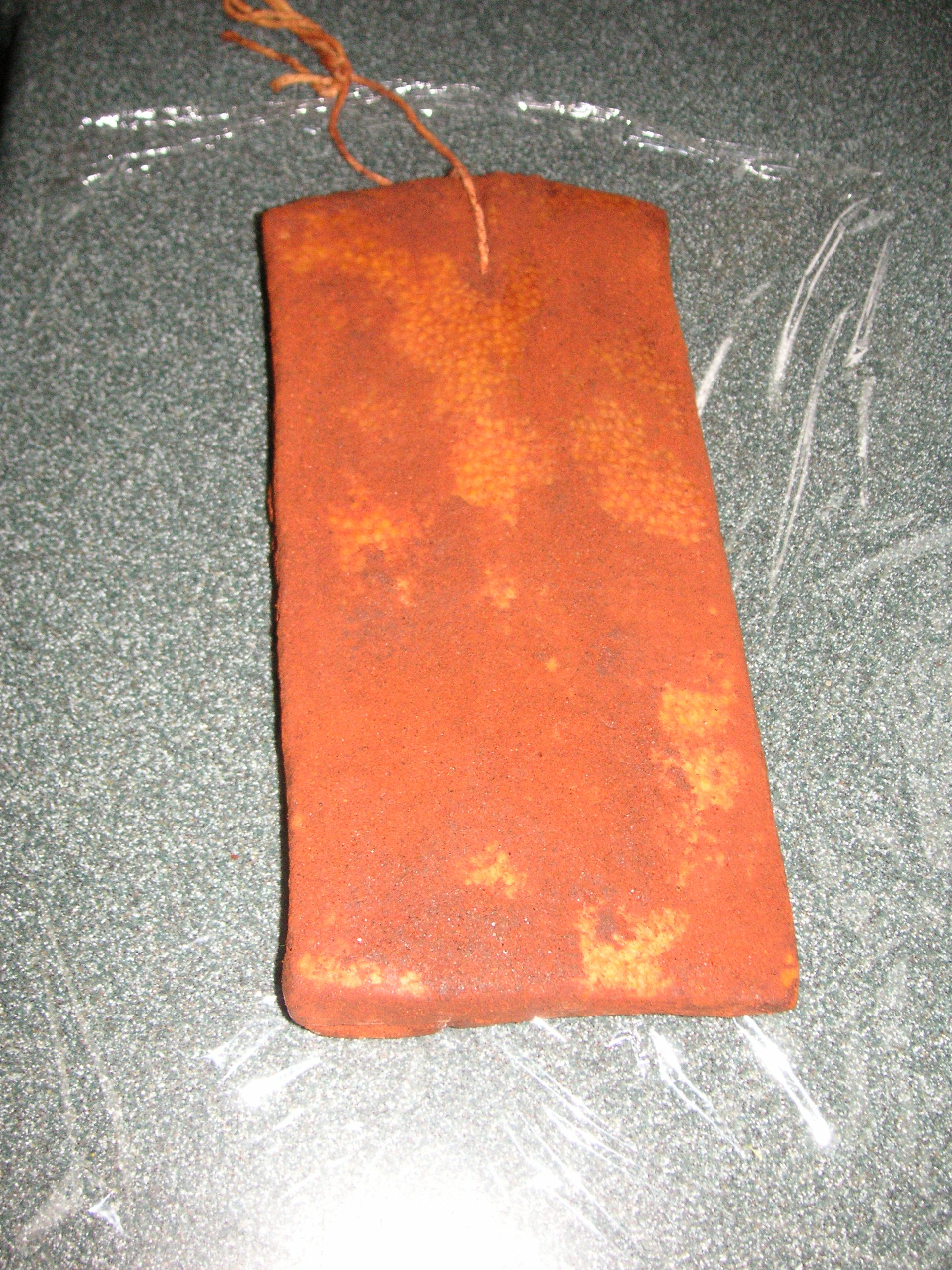
Slănină poloneză aromatizată cu paprică